# Landing op Guadalcanal

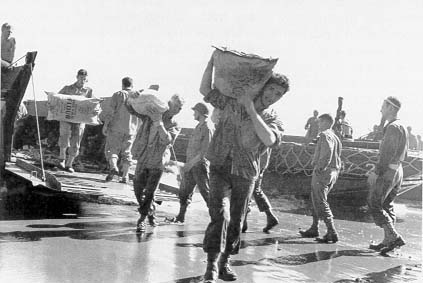
Voorraden worden aan land gedragen

De landing, als eerste fase van de Slag om Guadalcanal, zette op 7 augustus 1942 19.000 Amerikaanse soldaten (de 1e Mariniersdivisie en een regiment van de 2e Mariniersdivisie) bij Kaap Lunga aan land. De eilanden Gavutu, Tanambogo en Tulagi werden eveneens bezet.
Bij de landing zette de geallieerde vloot meer dan tachtig schepen in waaronder drie vliegdekschepen (Saratoga, Enterprise en Wasp), een slagschip, elf zware kruisers, drie lichte kruisers, zesendertig torpedobootjagers en tweeëntwintig transportschepen. De landing, een totale verrassing voor Japan, verliep zonder tegenstand. Het lossen van de schepen, dat traag en chaotisch verliep, baarde generaal Alexander Vandergrift nog het meeste zorgen. Het vliegveld, gelegen iets ten westen van de landingsplaats en later omgedoopt tot Henderson Field, werd de tweede dag veroverd.
De escorterende schepen kregen de dag na hun aankomst te maken met aanvallen van zevenentwintig Betty-bommenwerpers, negen Vals en achttien Mitsubishi Zero-jagers die in Rabaul, op negenhonderd kilometer afstand waren opgestegen. Het doel viel net op de grens van het operationele bereik van de Zero's; de Vals zouden zeker niet naar Rabaul kunnen terugvliegen. De piloten kregen de raad om ofwel te landen op een hobbelig vliegveld in Bougainville of in zee te landen bij het eiland Shortland waar een vliegboot de piloten zou oppikken. Ze slaagden erin een transportschip en een torpedobootjager uit te schakelen.
Na de aanval besloot admiraal Fletcher, beducht voor de Japanse marine, onder meer zijn vliegdekschepen terug te trekken; de gemengde Australisch-Amerikaanse kruisergroep (de Astoria, Australia, Canberra, Chicago, Vincennes en Quincy) en zes torpedojagers bleven ter plaatse.